# Industria tessile

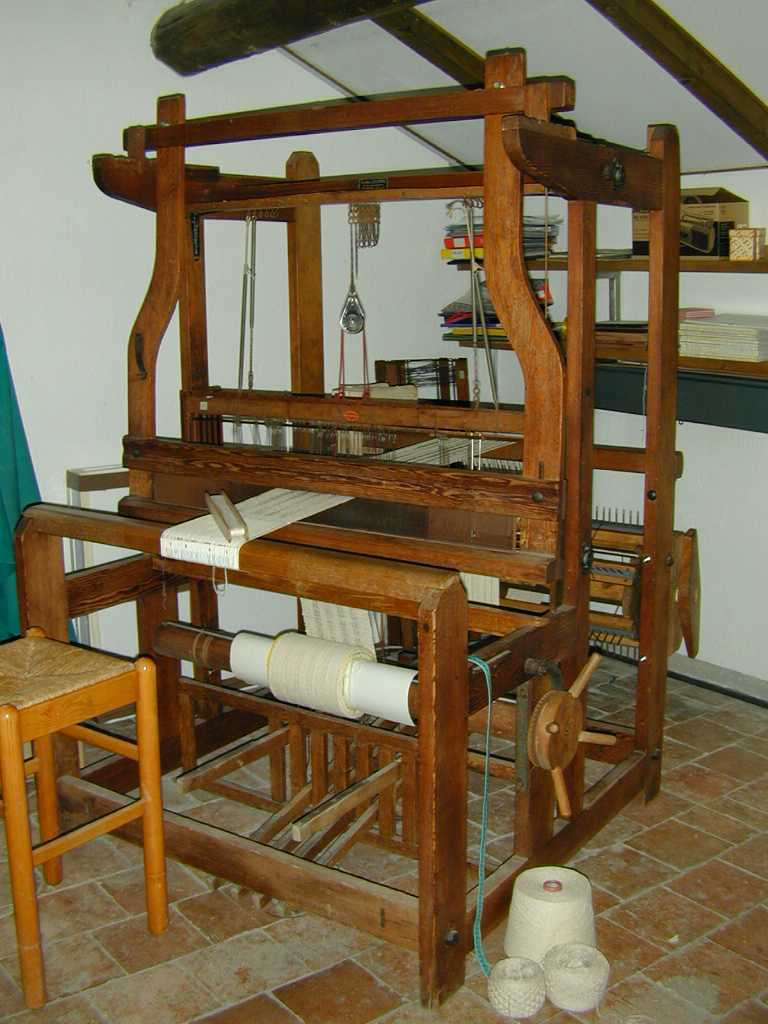
Telaio artigianale in legno a 6 licci.

L'industria tessile è un'attività manifatturiera che produce e lavora le fibre tessili.
La sua origine è antichissima e deriva dall'esigenza dell'uomo di ripararsi dal freddo e dalle intemperie, usando materiali diversi dalle pelli conciate.

## Storia
La prima produzione di tessuti risale al neolitico, venivano utilizzate fibre vegetali (lino). Secondo alcuni, il primato preistorico del lino contraddice la precedente ipotesi che «la tessitura deriva dall'esigenza dell'uomo di ripararsi dal freddo e dalle intemperie, usando materiali diversi dalle pelli conciate». Perciò non si esclude che l'invenzione della tessitura sia prettamente artistico-magica.
Con i primi stanziamenti sedentari, ereditando dalla pastorizia nomade la capacità di allevare animali (per lo più pecore), l'uomo comincia a ingegnarsi per poter sfruttare il manto naturale degli ovini, evitando di dover uccidere l'animale per poterne sfruttare la pelliccia.
L'animale diventa fonte indispensabile di sostentamento con il latte e i suoi derivati e fonte di approvvigionamento materie prime tessili, assumendo importanza fondamentale per il vivere quotidiano.
L'uomo capisce che il pelo tagliato può essere, tramite una particolare azione meccanica svolta manualmente, raccolto in un fascio di fibre unite insieme e avvolto su un sostegno. Nasce in questo modo la filatura, e con essa la prima vera applicazione tessile della materia prima naturale. La filatura tutt'oggi è la creazione del filato partendo da una massa di fibra tessile alla quale si applicano, in fasi successive di lavorazione, le fasi di cardatura, pettinatura delle fibre, lo stiro della massa fibrosa più o meno grossa, la torsione tramite una rotazione e l'avvolgimento del prodotto finito su un sostegno di raccolta.
Una volta ottenuto un materiale filato, nasce l'esigenza di doverlo intrecciare insieme per poterlo rendere robusto, e con esso dall'ingegno umano, nascono i primi esempi di telaio, strumento necessario per la tessitura.
Nell'antichità la tessitura era gestita in ambito familiare o con piccole imprese artigianali, ma già presso i Romani le fasi della lavorazione della lana e del lino cominciarono ad essere organizzate in officine specializzate in una sola lavorazione dove la manodopera era fornita dagli schiavi.

A Roma, nel periodo imperiale, fioriva la lavorazione della lana e nell'VIII secolo gli Arabi mercanteggiavano lana pregiata di pecore selezionate e importate in Spagna.
Nel corso del e XVII secolo, con la nascita della protoindustria, primo tentativo di organizzazione industriale, il settore tessile guadagnò un'importanza strategica nell'industrializzazione europea. Il successo della rivoluzione industriale si deve alla produzione di stoffe, un prodotto non deperibile e di largo consumo. Con i telai motorizzati si potevano produrre Km di stoffe e tutta popolazione ne aveva bisogno. L'industria tessile inoltre permise l'autofinanziamento.

## In Italia

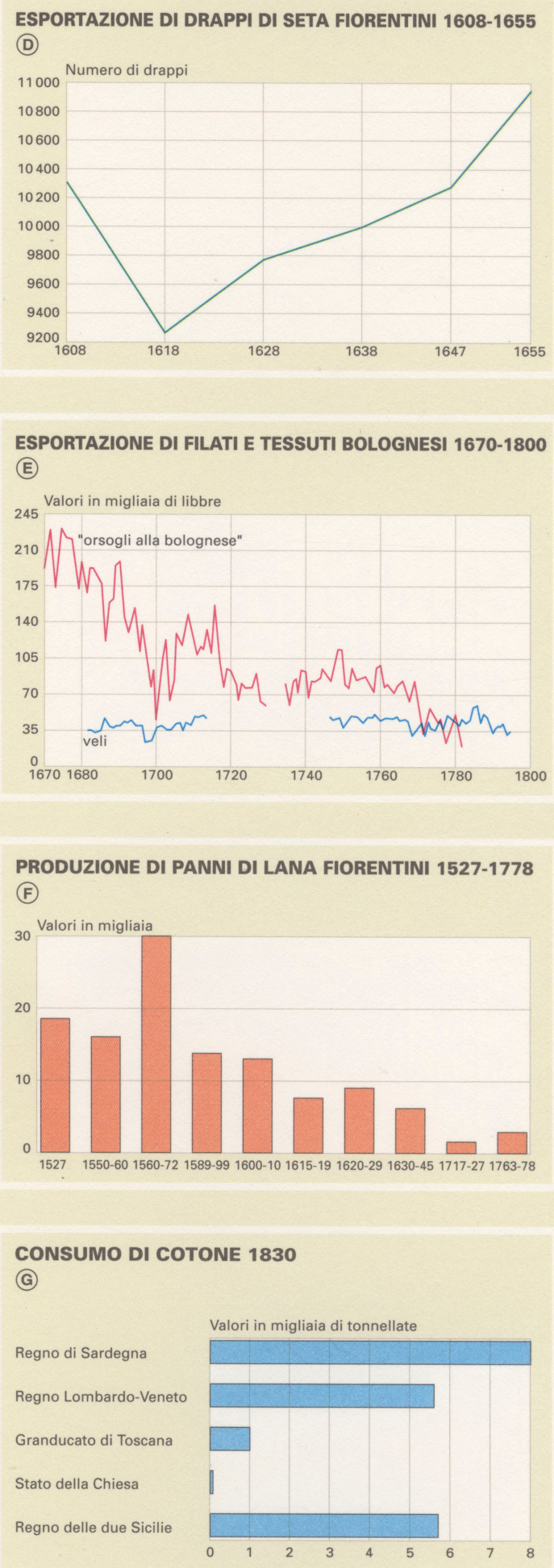
Dall'alto in basso: Esportazione di drappi da seta fiorentini tra 1608 e 1655; Esportazione di filati e tessuti bolognesi 1670-1800; Produzione di panni di lana fiorentini 1527-1778; Consumo di cotone in Italia nel 1830.

In Italia le prime testimonianze di manifattura tessile risalgono al periodo normanno a Palermo, dove la famosa manifattura reale delle nobili officine lavorava seta e tessuti preziosi con oro e gemme.

Nella metà del XII secolo inizia la produzione organizzata grazie alla confraternita degli Umiliati, dedita alla lavorazione della lana, che partendo dal Milanese costruì coi suoi conventi una prosperosa industria che si diffuse in tutto il nord Italia.
Le manifatture tessili in Umbria: Perugia è inserita nel mercato internazionale del tessile sin dal XIII secolo. Altri importanti centri tessili umbri sono rappresentati da Città di Castello, Foligno, Gubbio e Todi.

Con la ripresa dei commerci l'industria della lana diede ricchezza alle città che la praticavano (Milano, Vicenza, Bologna, Firenze) e potenza alle corporazioni che gestivano i vari settori: Arte di Calimala, Arte della Lana, Arte dei Tintori, Arte della Seta. Con la sua dedizione ai commerci nel rinascimento è Firenze che si afferma come centro di importazione e esportazione dei manufatti di tessitura.

In età moderna nel Regno delle Due Sicilie, le seterie di San Leucio vicino a Napoli rappresentano uno dei più importanti esempi di manifattura tessile di tipo industriale.
L'industria tessile in Italia si è sviluppata soprattutto al Nord: nell'Altomilanese, nel biellese, nel bergamasco e nell'Alto vicentino rimangono come traccia di archeologia industriale i resti di alcune fiorenti industrie tessili; si vedano, ad esempio, i villaggi operai di Crespi d'Adda, la Nuova Schio, la Valdagno dei Marzotto, Campione sul Garda degli Olcese e il Villaggio Leumann a Collegno. Nel comasco l'industria si è specializzata nella produzione della seta e nel mantovano, zona di Castel Goffredo, nella produzione di calze da donna e collant. Al centro si è sviluppata nel distretto industriale pratese, il più importante d'Italia per numero di aziende e occupati.
Negli ultimi anni Paesi asiatici come la Cina e l'India hanno cominciato a potenziare la loro produzione industriale diventando in poco tempo concorrenti temibili per l'industria tessile italiana, la Cina è di fatto l'unica allevatrice di bachi da seta e sta diventando monopolista nella filatura e tessitura di questo materiale.
Nel 2024, il settore dell'abbigliamento in Italia ha mostrato segnali contrastanti. Nonostante il rallentamento della domanda globale, le esportazioni italiane di moda hanno mantenuto una buona tenuta, in particolare nei mercati europei, mentre sono diminuite in Cina e Nord America. L’industria ha risentito dell’incertezza macroeconomica e dell’inflazione, che hanno spinto molti marchi a rivedere i propri listini e strategie commerciali. Inoltre, la crescente attenzione alla sostenibilità e all’economia circolare sta portando molte aziende italiane a investire in materiali riciclati e produzioni a basso impatto ambientale. Il canale online continua a crescere, ma i negozi fisici restano fondamentali, soprattutto nel lusso e nel made in Italy.

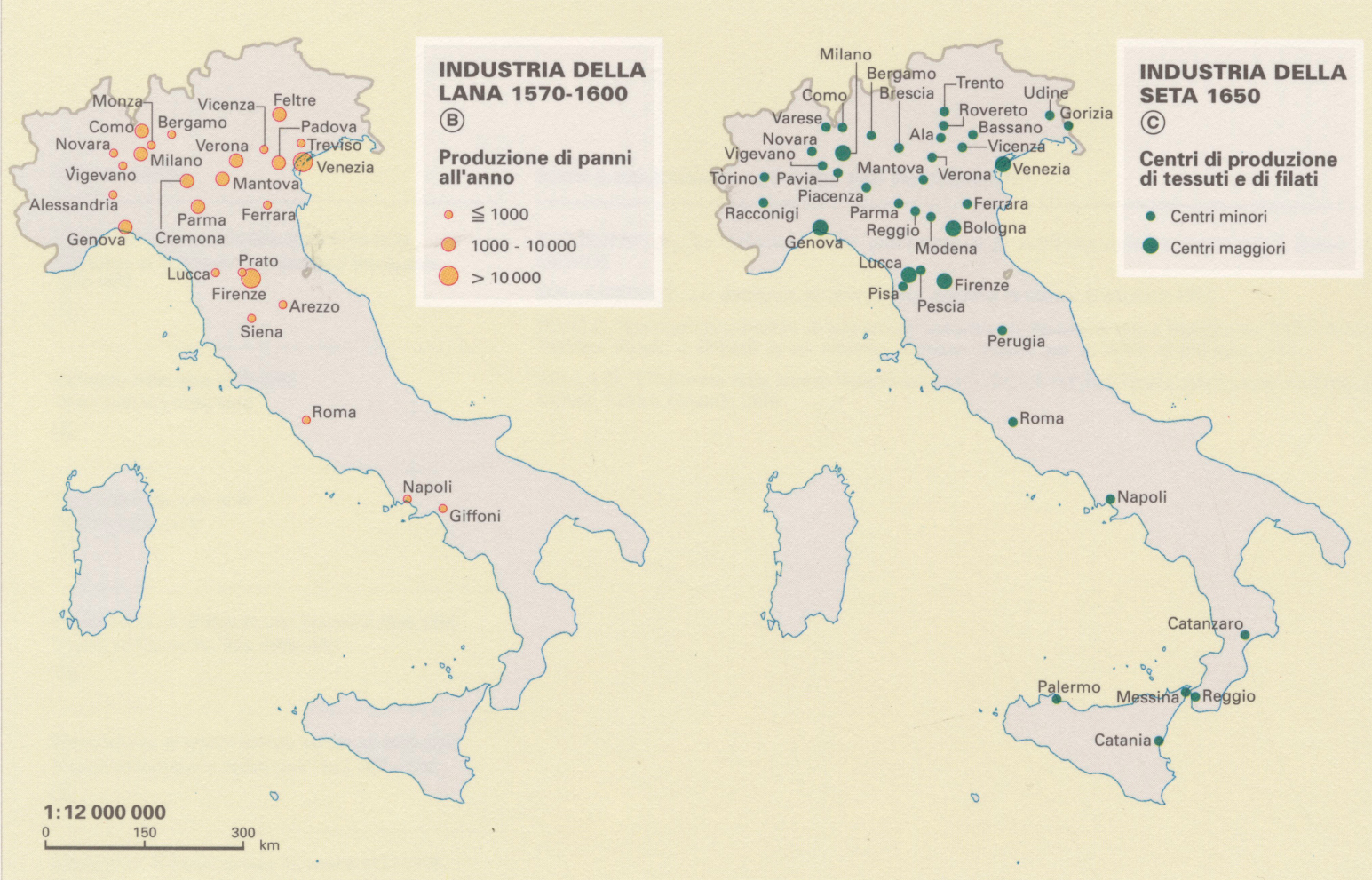
A sinistra: industria della lana in Italia tra il 1570 e il 1600; a destra: industria della seta nel 1650.

## In Bangladesh
Molte multinazionali occidentali utilizzano manodopera in Bangladesh, che è una delle più economiche al mondo: 30 euro al mese contro i 150 o 200 della Cina. Quattro giorni sono sufficienti per permettere all'amministratore delegato di uno dei cinque principali marchi tessili mondiali di guadagnare ciò che un'operaia del Bangladesh guadagnerà nella sua vita. Nell'aprile 2013, almeno 1.135 lavoratori tessili sono morti nel crollo della loro fabbrica. Altri incidenti mortali dovuti a fabbriche non sanitarie hanno colpito il Bangladesh: nel 2005 una fabbrica è crollata e ha causato la morte di 64 persone. Nel 2006, una serie di incendi ha ucciso 85 persone e ne ha ferite 207 altre. Nel 2010, circa 30 persone sono morte per asfissia e ustioni in due gravi incendi.
Nel 2006, decine di migliaia di lavoratori si sono mobilitati in uno dei più grandi movimenti di sciopero del paese, colpendo quasi tutte le 4.000 fabbriche. La Bangladesh Garment Manufacturers and Exporters Association (BGMEA) utilizza le forze di polizia per reprimere la situazione. Tre lavoratori sono stati uccisi, centinaia di altri sono stati feriti da proiettili o imprigionati. Nel 2010, dopo un nuovo movimento di sciopero, quasi 1.000 persone sono rimaste ferite tra i lavoratori a causa della repressione.

## In Pakistan
Il settore tessile rappresenta il 70 per cento delle esportazioni pakistane, ma le condizioni di lavoro dei lavoratori sono deplorevoli. I piccoli lavoratori di produzione generalmente non firmano contratti di lavoro, non rispettano il salario minimo e talvolta impiegano bambini. Le violazioni del diritto del lavoro si verificano anche tra i principali subappaltatori di marchi internazionali, dove i lavoratori possono essere picchiati, insultati dai loro superiori o pagati al di sotto del salario minimo. Le fabbriche non sono conformi alle norme di sicurezza, con conseguenti incidenti: nel 2012, 255 lavoratori sono morti in un incendio in uno stabilimento di Karachi. Con 547 ispettori del lavoro in Pakistan che controllano le 300.000 fabbriche del paese, l'industria tessile è fuori controllo. Né i lavoratori sono protetti dai sindacati, che sono vietati nelle zone industriali di esportazione. Altrove, «i lavoratori coinvolti nella creazione di sindacati sono vittime di violenza, intimidazioni, minacce o licenziamenti».